# Hardcore Superstar (musikalbum)
Hardcore Superstars  självbetitlade album, släppt i november 2005. Detta är Hardcore Superstars femte album.

## Låtlista
1. Kick on the Upperclass
2. Bag on Your Head
3. Last Forever
4. She's Offbeat
5. We Don't Celebrate Sundays
6. Hateful
7. Wild Boys
8. My Good Reputation
9. Cry Your Eyes Out
10. Simple Man
11. Blood on Me
12. Standin' on the Verge